# Amt Creuzburg
Amt Creuzburg é uma cidade da Alemanha, situado no distrito de Wartburg, no estado da Turíngia. Tem 69,73 km² de área, e sua população em 2019 foi estimada em 4.748 habitantes. Foi criada em 31 de dezembro de 2019, após a fusão dos antigos municípios de Creuzburg, Ebenshausen e Mihla.